# Daniel Sernine
 (février 2022).
Alain Lortie, mieux connu sous le pseudonyme Daniel Sernine, né le 7 novembre 1955 à Montréal, est un écrivain et directeur littéraire québécois.

## Biographie
Il a obtenu un baccalauréat en histoire en 1975 et une maîtrise en bibliothéconomie en 1977, toutes deux de l'Université de Montréal.  Après avoir été à l'emploi de la Bibliothèque nationale du Québec, il se consacre à l'écriture depuis 1975, principalement dans les domaines de la science-fiction, du fantastique et de la littérature-jeunesse.  Ses premières nouvelles (Jalbert et La bouteille) sont parues dans le magazine Solaris, alors baptisé Requiem, en 1975 dans lequel il remportera le prix Dagon en 1977.  En 1979, Son premier roman, Organisation Argus, ainsi que deux recueils de nouvelles fantastiques, Les Contes de l’ombre et Légendes du vieux manoir, sont publiés.
Depuis, il a à son actif 15 romans ou recueils pour adultes, 18 romans et recueils pour adolescents, 3 livres pour enfants et plus de 80 nouvelles, en plus d'avoir remporté de nombreux prix littéraires.  Certaines de ses œuvres s'insèrent dans deux grands cycles, soit celui de Neubourg et Granverger, deux villes fictives de Nouvelle-France prétexte à des histoires fantastiques, ainsi que son cycle d'Érymède, consacré à la science-fiction.  De plus, on lui doit une centaine d'articles, reportages et essais publiés consacrés tant au domaine de l'écriture, que de l'astronomie, de l'édition, de la science-fiction et du fantastique.
Il est le directeur littéraire de la collection « Jeunesse-Pop » aux Éditions Médiaspaul depuis 1983 et de la revue Lurelu depuis 1993, toutes deux consacrées à la littérature-jeunesse, ainsi que membre du comité de rédaction de la revue de science-fiction Solaris.

## Œuvres

### Livres pour adultes
- Les Contes de l'ombre (Recueil, Sélect, 1979)
- Légendes du vieux manoir (Recueil, Sélect, 1979)
- Le Vieil Homme et l'Espace (Recueil, Le Préambule, Chroniques du futur 4, 1981)
- Les Méandres du temps (Roman, Le Préambule, Chroniques du futur 6, 1983)
- Quand vient la nuit (Recueil, Le Préambule, Chroniques de l'Au-delà 1, 1983)
- Aurores boréales 2 (Collectif, Le Préambule, Chroniques du futur 9, 1985)
- Nuits blêmes (Recueil, XYZ Éditeur, L'Ère nouvelle, 1990)
- Boulevard des étoiles (Recueil, Publications Ianus, 1991)
- Boulevard des étoiles 2 - À la Recherche de Monsieur Goodtheim (Recueil, Publications Ianus, 1991) 
  - Réédition des deux précédents en un seul livre, Boulevard des étoiles (Recueil, Encrage, Lettres SF 9, 1998)
- Chronoreg (Roman, Québec/Amérique, coll. Littérature d'Amérique, 1992) 
  - Réédition : Alire, Romans 026, 1999.
- Manuscrit trouvé dans un secrétaire (Roman, Pierre Tisseyre, 1994)
- Sur la scène des siècles (Recueil, Publications Ianus, 1995)
- Les Méandres du temps (La Suite du Temps 1) (Roman, Alire, Romans 077, 2004)
- Les Archipels du temps (la Suite du Temps 2) (Roman, Alire, 2005)
- Les Écueils du temps (la Suite du Temps 3) (Roman, Alire, 2008)
- Petits Démons (Recueil, Les six brumes, 2014)
- Ce qui reste de démons (Recueil, Les six brumes, 2016)

### Livres pour adolescents
- Organisation Argus (Roman, Paulines, Jeunesse-pop 38, 1979) 
  - Traduction anglaise : Those Who Watch Over the Earth (Black Moss, 1990)
- Le Trésor du « Scorpion » (Roman, Paulines, Jeunesse-pop 40, 1980) 
  - Traduction anglaise : Scorpion's Treasure (Black Moss, 1990)
- L'Épée Arhapal (Roman, Paulines, Jeunesse-pop 44, 1981) 
  - Traduction anglaise : The Sword of Arhapal (Black Moss, 1990)
- La Cité inconnue (Roman, Paulines, Jeunesse-pop 46, 1982)
- Argus intervient (Roman, Paulines, Jeunesse-pop 47, 1983) 
  - Traduction anglaise : Argus Steps In (Black Moss, 1990)
- Ludovic (Roman, Pierre Tisseyre, Conquêtes, 1983) 
  - réédition (Héritage, Échos, 1992)
- Le Cercle violet (Roman, Pierre Tisseyre, Conquêtes, 1983) 
  - version définitive en format poche (1993)
- Les Envoûtements (Roman, Paulines, Jeunesse-pop 52, 1985)
- Argus : mission mille (Roman, Paulines, Jeunesse-pop 63, 1988)
- La Nef dans les nuages (Roman, Paulines, Jeunesse-pop 67, 1989)
- Quatre Destins (Recueil, Paulines, Jeunesse-pop 72, 1990)
- Le Cercle de Khaleb (Roman, Héritage, Échos, 1991)
- Les Rêves d'Argus (Roman, Paulines, Jeunesse-pop 77, 1991)
- La Couleur nouvelle (Recueil, Québec/Amérique, Clip 9, 1993)
- Les Portes mystérieuses (Roman, Héritage, Échos, 1993)
- La Traversée de l'apprenti sorcier (Roman, Médiaspaul, Jeunesse-pop 100, 1995)
- L'Arc-en-cercle (Roman, Héritage, Échos, 1995)
- Petites fugues en lettres mineures (Recueil, Héritage, Échos, 1997)
- Les Îles du ciel (Roman, Soulières, Graffiti, 2014)

### Livres pour enfants
- Jardins sous la pluie (Récit, Graficor, À nous trois, 1988)
- La Fresque aux trois démons (Recueil, Hurtubise HMH, Plus, 1991)
- La Magicienne bleue (Roman, Pierre Tisseyre, Papillon 14, 1991)

### Nouvelles
- Jalbert (Requiem 5, 1975) 
  - Reparution dans Les Contes de l'ombre (Sélect, 1979)
  - Reparution dans Les Enfants d'Enéïde (Phénix, Chimères, 1989)
  - Nouvelle version dans : Les Portes mystérieuses (Héritage, Échos, 1993)
- La Bouteille (Requiem 5, 1975) 
  - Reparution dans Légendes du vieux manoir (Sélect, 1979)
  - Reparution dans A-Z (21/22, 1987)
  - Reparution dans Stop (5, 1987)
  - Nouvelle version dans : Les Portes mystérieuses (Héritage, Échos, 1993)
- La Tour du silence (Requiem 7, 1975) 
  - Reparution dans Les Contes de l'ombre (Sélect, 1979)
  - Reparution dans A-Z (1988)
  - Nouvelle version dans La Couleur nouvelle (Québec/Amérique, Clip 9, 1993)
- Le Coffret (Requiem 10, 1976) 
  - Reparution dans Les Contes de l'ombre (Sélect, 1979)
  - Nouvelle version dans Quatre destins (Paulines, Jeunesse-pop 72, 1990)
- Agonie en trois exemplaires (Requiem 11, 1976)
- Brève histoire de Gonzague Préjudice (Requiem 14, 1977) 
  - Reparution dans Les Contes de l'ombre (Sélect, 1979)
  - Nouvelle version dans La Couleur nouvelle (Québec/Amérique, Clip 9, 1993)
- Exode 5 (Requiem 18, 1977) 
  - Reparution dans Le Vieil Homme et l'Espace (Le Préambule, Chroniques du futur 4, 1981)
  - Nouvelle version dans Évasion (Stop, 1992)
- La Fresque aux trois démons (Requiem 23, 1978) 
  - Reparution dans Les Contes de l'ombre (Sélect, 1979)
  - Nouvelle version dans Quatre destins (Paulines, Jeunesse-pop 72, 1990)
  - Reparution dans Petits Démons (les six brumes, 2014)
- Le Canal (Espace-temps 9, 1979) 
  - Reparution dans Les Contes de l'ombre (Sélect, 1979)
  - Reparution dans Temps Tôt 3 (1989)
  - Reparution dans La Couleur nouvelle (Québec/Amérique, Clip 9, 1993)
- La Maison de l'éternelle vieillesse (in Les Contes de l'ombre, Sélect, 1979) 
  - Reparution dans Magie rouge 17/18 (1988)
  - Reparution dans Stop 118 (1990)
  - Nouvelle version dans La Couleur nouvelle (Québec/Amérique, Clip 9, 1993)
- Le Bourreau de Granverger, in Les Contes de l'ombre (Sélect, 1979) 
  - Nouvelle version dans Quatre destins (Paulines, Jeunesse-pop 72, 1990)
  - Reparution dans Petits Démons (les six brumes, 2014)
- La Charogne (in Les Contes de l'ombre (Sélect, 1979) 
  - Reparution dans Runes 5 (1988)
  - Reparution dans Stop 118 (1990)
  - Reparution dans Magie rouge 30/31 (1991)
  - Reparution dans Les Portes mystérieuses (Héritage, Échos, 1993)
- Ceux qui peuplent le ciel (in Les Contes de l'ombre, Sélect, 1979) 
  - Reparution dans Soleil des loups 8 (1987)
  - Reparution dans XYZ 16 (1988)
  - Reparution dans La Couleur nouvelle (Québec/Amérique, Clip 9, 1993)
- Le Veilleur dans le tombeau (in Les Contes de l'ombre, Sélect, 1979) 
  - Reparution dans Magie rouge 26/27 (1990)
  - Reparution dans Stop 118 (1990)
  - Nouvelle version dans Les Portes mystérieuses (Héritage, Échos, 1993)
- Le Signe rouge du destin (in Les Contes de l'ombre, Sélect, 1979) 
  - Reparution dans Le Courrier SF 1 (1988)
  - Nouvelle version dans La Couleur nouvelle (Québec/Amérique, Clip 9, 1993)
- La Porte mystérieuse (in Les Contes de l'ombre, Sélect, 1979) 
  - Reparution dans Temps Tôt 2 (1989)
  - Nouvelle version dans Les Portes mystérieuses (Héritage, Échos, 1993)
- La Couleur nouvelle (in Les Contes de l'ombre, Sélect, 1979) 
  - Reparution dans Stop 118 (1990)
  - Reparution dans Magie rouge 32/33 (1991)
  - Nouvelle version dans La Couleur nouvelle (Québec/Amérique, Clip 9, 1993)
- Derrière le miroir (in Les Contes de l'ombre, Sélect, 1979) 
  - Reparution dans Stop 118 (1990)
  - Nouvelle version dans La Couleur nouvelle (Québec/Amérique, Clip 9, 1993)
  - Reparution dans Petits Démons (les six brumes, 2014)
- Une petite limace (in Les Contes de l'ombre, Sélect, 1979) 
  - Reparution dans Contes et Récits d'aujourd'hui (XYZ/Musée de la Civilisation, 1987)
  - Reparution dans Horrifique 1 (1993)
- Nocturne (Solaris 28, 1979) 
  - Reparution dans Légendes du vieux manoir (Sélect, 1979)
- Fin de règne (Pour ta belle gueule d'ahuri 3, 1979) 
  - Reparution dans Le Vieil Homme et l'Espace (Le Préambule, Chroniques du futur 4, 1981)
- Le Sorcier d'Aïtétivché (in Légendes du vieux manoir, Sélect, 1979) 
  - Reparution dans Carfax 24/25 (1986)
- Les Ruines de Tirnewidd (in Légendes du vieux manoir, Sélect, 1979) 
  - Nouvelle version dans Quatre destins (Paulines, Jeunesse-pop 72, 1990)
- L'Exhumation (in Légendes du vieux manoir, Sélect, 1979) 
  - Reparution dans Stop 118 (1990)
  - Reparution dans Les Portes mystérieuses (Héritage, Échos, 1993)
  - Version abrégée (Dans la nuit) dans Carfax 3 (1984)
- Belphéron (in Légendes du vieux manoir, Sélect, 1979) 
  - Reparution dans Anthologie de la nouvelle et du conte fantastique québécois au XXe siècle (Fides, Bibliothèque québécoise, 1987)
  - Nouvelle version dans Les Portes mystérieuses (Héritage, Échos, 1993)
- Le Réveil d'Abaldurth (in Légendes du vieux manoir (Sélect, 1979) 
  - Reparution dans Carfax 24/25 (1986)
- Tu seras le septième (in Légendes du vieux manoir, Sélect, 1979) 
  - Reparution dans Carfax 24/25 (1986)
  - Nouvelle version dans Les Portes mystérieuses (Héritage, Échos, 1993)
  - Reparution dans Petits Démons (les six brumes, 2014)
- La Pierre d'Érèbe (La Nouvelle Barre du Jour 89, 1980) 
  - Reparution dans Quand vient la nuit (Le Préambule, Chroniques de l'au-delà 1, 1983)
  - Nouvelle version dans : Les Portes mystérieuses (Héritage, Échos, 1993)
- Exode 4 (Solaris 35-36, 1980) 
  - Reparution dans Le Vieil Homme et l'Espace (Le Préambule, Chroniques du futur 4, 1981)
- Hécate à la gueule sanglante (Antarès 1, 1981) 
  - Reparution dans Quand vient la nuit (Le Préambule, Chroniques de l'au-delà 1, 1983)
- Le Masque (Solaris 40, 1981) 
  - Reparution dans Quand vient la nuit (Le Préambule, Chroniques de l'au-delà 1, 1983)
- Le Vieil Homme et l'Espace (in Le Vieil Homme et l'Espace, Le Préambule, Chroniques du futur 4, 1981)
- La Planète malade d'humanité (in Le Vieil Homme et l'Espace, Le Préambule, Chroniques du futur 4, 1981)
- Boulevard des étoiles (in Le Vieil Homme et l'Espace, Le Préambule, Chroniques du futur 4, 1981) 
  - Reparution dans Anthologie de la science-fiction québécoise contemporaine (Fides, Bibliothèque québécoise, 1988)
  - Reparution dans Boulevard des étoiles (Publications Ianus, 1991)
  - Reparution dans Boulevard des étoiles (Encrage, Lettres SF 9, 1998)
  - Traduction anglaise : Stardust Boulevard (in Tesseracts, Press Porcépic, 1985)
  - Reparution dans Northern Stars (Tor, 1994)
- Loin des vertes prairies (Solaris 48, 1982) 
  - Reparution dans Aurores boréales 2 (Le Préambule, Chroniques du futur 9, 1985)
- Isangma (in Antarès 8, 1983) 
  - Reparution dans Quand vient la nuit (Le Préambule, Chroniques de l'au-delà 1, 1983)
- Les Amis de Monsieur Soon (Solaris 50, 1983) 
  - Reparution dans Aurores boréales (Le Préambule, Chroniques du Futur 7, 1983)
  - Reparution dans Boulevard des étoiles (Publications Ianus, 1991)
  - Reparution dans Boulevard des étoiles (Encrage, Lettres SF 9, 1998)
  - Traduction anglaise : The Friends of Mister Soon (in TesseractsQ, Tesseracts Books, 1996)
- Petit démon in Quand vient la nuit (Le Préambule, Chroniques de l'au-delà 1, 1983)
  - Reparution dans Petits Démons (les six brumes, 2014)
- Ses dents in Quand vient la nuit (Le Préambule, Chroniques de l'au-delà 1, 1983) 
  - Reparution dans Sur la scène des siècles (Publications Ianus, 1995)
  - Reparution dans Petits Démons (les six brumes, 2014)
- L'Icône de Kiev (in Quand vient la nuit, Le Préambule, Chroniques de l'au-delà 1, 1983) 
  - Reparution dans Petites fugues en lettres mineures (Héritage, Échos, 1997)
- La Tête de Walt Umfrey (in Espaces imaginaires 2, Les Imaginoïdes, 1984) 
  - Reparution dans Boulevard des Étoiles 2 : À la Recherche de monsieur Goodtheim (Publications Ianus, 1991)
  - Reparution dans Boulevard des étoiles (Encrage, Lettres SF 9, 1998)
- Une journée dans la vie de Clara Niowiecki (Pandore 1, 1985)
- Yadjine et la mort (in Dix nouvelles de science-fiction québécoise (Les Quinze, 1985) 
  - Reparution dans Boulevard des Étoiles (Publications Ianus, 1991)
  - Reparution dans Boulevard des Étoiles (Encrage, Lettres SF 9, 1998)
- Les Voyages imaginaires (in Planéria, Pierre Tisseyre, Conquêtes, 1985) 
  - Reparution dans Petites fugues en lettres mineures (Héritage, Échos, 1997)
- Aux étoiles un message (JEM 2, 1986) 
  - Reparution dans Proxima 1, 1996
- Deux fragments (Québec français 64, 1986) 
  - Reparution dans Sur la scène des siècles (Publications Ianus, 1995)
- Sur la scène des siècles (in L'Année 1986 de la science-fiction et du fantastique québécois, Québec, Le Passeur, 1987) 
  - Reparution dans Sur la scène des siècles (Publications Ianus, 1995)
- Les Derniers Érables (imagine)… 39, 1987) 
  - Reparution dans Petites fugues en lettres mineures (Héritage, Échos, 1997)
  - Reparution dans Futurs sur mesure (Pierre Tisseyre, Coll. Chacal, 2000)
- Monsieur Olier devient ministre (Proxima 2/3, 1986) 
  - Version abrégée dans Solaris 73 (1987)
  - Reparution dans Dix années de science-fiction québécoise (Logiques, Autres mers, autres mondes 3, 1988)
- L'Affaire Léandre (in L'Affaire Léandre et autres nouvelles policières (Pierre Tisseyre, Conquêtes, 1987)
- Sa Fleur de Lune (Proxima 2, 1988) 
  - Reparution dans Sous des soleils étrangers (Publications Ianus, 1989)
- Nuits blanches (Solaris 81, 1988) 
  - Reparution dans Nuits blêmes (XYZ, L'Ere nouvelle, 1990)
- Métal qui songe (imagine… 46, 1989) 
  - Traduction anglaise : Only a lifetime (in Tesseracts 3, Press Porcépic, 1990)
- Des nouvelles de la planète (in XYZ 18, 1989)
- Baron Vendredi et le Seigneur des Mouches (in Stop, 113, 1989) 
  - Reparution dans Nuits blêmes (XYZ, L'Ère nouvelle, 1990)
- Sur la Jetée (in Aérographies, XYZ, 1989)
- Quelqu'un à qui s'accrocher (in Magie rouge 26/27, 1990) 
  - Reparution dans Nuits blêmes (XYZ, L'Ère nouvelle, 1990)
- Stryges (in Nuits blêmes (XYZ, L'Ère nouvelle, 1990)
- L'Homme du sixième (in Nuits blêmes, XYZ, L'Ère nouvelle, 1990)
- Le Visiteur (in Nuits blêmes, XYZ, L'Ère nouvelle, 1990)
- Ara hyacinthe (in Nuits blêmes, XYZ, L'Ère nouvelle, 1990)
- Nocturne, opus 2 (in Nuits blêmes, XYZ, L'Ère nouvelle, 1990)
- Il écrit (in Nuits blêmes, XYZ, L'Ère nouvelle, 1990)
- Le libérateur (Magie rouge 28/29, 1990) 
  - Reparution dans Sur la scène des siècles (Publications Ianus, 1995)
- Hôtel Carnivalia (in Boulevard des Étoiles (Publications Ianus, 1991) 
  - Reparution dans Boulevard des Étoiles (Encrage, Lettres SF 9, 1998)
- À la recherche de monsieur Goodtheim (in Boulevard des Étoiles 2 : À la Recherche de monsieur Goodtheim (Publications Ianus, 1991) 
  - Reparution dans Boulevard des Étoiles (Encrage, Lettres SF 9, 1998)
- Néons bleus et roses dans un salon désert (Le Sabord, 27, 1991) 
  - Reparution dans Solaris 104 (1993)
  - Reparution dans Roberval fantastique (Ashem fictions, 1998)
- Rêve de métal (XYZ 28, 1991)
- Pluies amères (Solaris 100, 1992) 
  - Reparution dans Escales sur Solaris (Vents d'Ouest, Rafales, 1995)
- La Tête de Jokanaan (Temps-Tôt 20, 1992) 
  - Reparution dans Sur la scène des siècles (Publications Ianus, 1995)
- La Fourgonnette psychédélique (in Par Chemins inventés, Québec/Amérique, Clip 10, 1992) 
  - Reparution dans Petites fugues en lettres mineures (Héritage, 1997)
- Une douleur nouvelle (in La Couleur nouvelle, Québec/Amérique, Clip 9, 1993)
- Les portes mystérieuses (in Les Portes mystérieuses, Héritage, Échos, 1993)
- Maure à Venise (in Les Portes mystérieuses, Héritage, Échos, 1993)
- Histoire de l'oiseau d'Alep et des six voleurs (Stop 134, 1994) 
  - Reparution dans Sur la scène des siècles (Publications Ianus, 1995)
- Songes d'une nuit sous le monde (in Décollages, imagine…, 1994)
- La Lettre (Stop 139, 1994)
- Ailleurs (Québec Science, vol.33, no 4, 1995
  - Reparution dans Transes lucides (Ashem Fiction, 2000)
  - Traduction anglaise : The Travels of Nica Marcopol (in Tesseracts5, Tesseracts Books, 1996)
- Souvenirs de lumière (in Sur la scène des siècles, Publications Ianus, 1995) 
  - Reparution dans Solaris 138 (2001)
- Babylone (in Sur la scène des siècles, Publications Ianus, 1995)
- Le Voyage de Salah (in Sur la scène des siècles, Publications Ianus, 1995)
- L'Autre Lettre (XYZ 44, 1996)
- L'Envol des gargouilles (in La Maison douleur et autres histoires de peur, Vents d'Ouest, Ado 2, 1996)
  - Reparution dans Petits Démons (les six brumes, 2014)
- Banshee (in Le Lustre d'Ailleurs, Bar Ailleurs, Coaticook, 1996) 
  - Reparution dans Petites fugues en lettres mineures (Héritage, Échos, 1997)
- Dans ses yeux une flamme (in Entre voisins, Saint-Laurent, Pierre Tisseyre, Conquêtes, 1997) 
  - Reparution dans Petites fugues en lettres mineures (Héritage, Échos, 1997)
- Le Cri (XYZ 50, 1997)
- Un vent de panique (in Petites fugues en lettres mineures, Héritage, Échos, 1997)
- Bave de crapaud (Proxima 2-3, 1997)
- Rumeurs (in Concerto pour six voix, Médiaspaul, Jeunesse-pop 121, 1997)
  - Reparution dans Petits Démons (les six brumes, 2014)
- Partir (Épitaphe 4, 1998)
- Une douleur nouvelle (Ailleurs no 1, 2000)
- La librairie flamande in RAY (Éditions du Résurrectionniste, Coll. Epitaphe, 2002)

## Prix littéraires
- 1977 : Prix Dagon (pour Exode 5)
- 1982 : Prix Solaris (pour Loin des vertes prairies)
- 1984 : Prix de littérature de jeunesse du Conseil des Arts du Canada (pour Le Cercle violet)
- 1986 : Prix Casper (pour Yadjine et la mort)
- 1992 : Prix Boréal (pour À la recherche de Monsieur Goodtheim)
- 1992 : Prix Boréal (pour Boulevard des Étoiles)
- 1992 : Grand Prix de la science-fiction et du fantastique québécois (pour Boulevard des Étoiles, Boulevard des Étoiles 2 : À la Recherche de Monsieur Goodtheim, Le Cercle de Khaleb et Les Rêves d'Argus)
- 1992 : Prix 12/17 Brive-Montréal (pour Le Cercle de Khaleb)
- 1994 : Prix Aurora (pour Chronoreg)
- 1994 : Prix Boréal (pour Manuscrit trouvé dans un secrétaire)
- 1996 : Grand Prix de la science-fiction et du fantastique québécois (pour Sur la scène des siecles, L'Arc-en-Cercle et La Traversée de l'apprenti sorcier)